# SN 1987S
SN 1987S – supernowa odkryta 28 sierpnia 1987 roku w galaktyce A214945+1212. W momencie odkrycia miała maksymalną jasność 18,00m.